# Leopold I. (Mähren)
Leopold I. (auch Lupold oder Luitpold; * um 1102; † um 1157) herrschte von 1135 bis 1137 als Herzog zu Olmütz.

## Abstammung
Er stammte aus dem Geschlecht der Přemysliden und war der jüngere Sohn des Herzogs Bořivoj II. aus dessen Ehe mit Gerberga von Österreich, der Tochter von Markgraf Leopold II.

## Leben
Leopold I. beteiligte sich 1141/42 an der Rebellion gegen Vladislav II.
| Personendaten    | Personendaten     |
| ---------------- | ----------------- |
| NAME             | Leopold I.        |
| ALTERNATIVNAMEN  | Lupold; Luitpold  |
| KURZBESCHREIBUNG | Herzog von Olmütz |
| GEBURTSDATUM     | um 1102           |
| STERBEDATUM      | um 1157           |